# اشنروده
اشنروده (به آلمانی: Eschenrode) یک منطقهٔ مسکونی در آلمان است که در ائبیسفلده-وفرلینگن واقع شده‌است. اشنروده ۱۶۷ نفر جمعیت دارد.